# Weiyuan (meteoryt)
Weiyuan – meteoryt żelazno-kamienny należący do mezosyderytów, znaleziony w 1978 roku w chińskiej prowincji  Gansu. Meteoryt Weiyuan jest jednym z trzech zatwierdzonych meteorytów znalezionych w tej prowincji.